# Ice Horse
Das Ice Horse (englisch für Eispferd) ist ein 795 m hoher und vereister Gebirgskamm auf der Lemaire-Insel vor der Danco-Küste des Grahamlands auf der Antarktischen Halbinsel. 
Polnische Wissenschaftler benannten ihn 1999 deskriptiv.